# DCPS
DCPS (англ. Decapping enzyme, scavenger) – білок, який кодується однойменним геном, розташованим у людей на короткому плечі 11-ї хромосоми. Довжина поліпептидного ланцюга білка становить 337 амінокислот, а молекулярна маса — 38 609.
| 10         |  | 20         |  | 30         |  | 40         |  | 50         |
| ---------- |  | ---------- |  | ---------- |  | ---------- |  | ---------- |
| MADAAPQLGK |  | RKRELDVEEA |  | HAASTEEKEA |  | GVGNGTCAPV |  | RLPFSGFRLQ |
| KVLRESARDK |  | IIFLHGKVNE |  | ASGDGDGEDA |  | VVILEKTPFQ |  | VEQVAQLLTG |
| SPELQLQFSN |  | DIYSTYHLFP |  | PRQLNDVKTT |  | VVYPATEKHL |  | QKYLRQDLRL |
| IRETGDDYRN |  | ITLPHLESQS |  | LSIQWVYNIL |  | DKKAEADRIV |  | FENPDPSDGF |
| VLIPDLKWNQ |  | QQLDDLYLIA |  | ICHRRGIRSL |  | RDLTPEHLPL |  | LRNILHQGQE |
| AILQRYRMKG |  | DHLRVYLHYL |  | PSYYHLHVHF |  | TALGFEAPGS |  | GVERAHLLAE |
| VIENLECDPR |  | HYQQRTLTFA |  | LRADDPLLKL |  | LQEAQQS    |  |            |

A: Аланін

C: Цистеїн

D: Аспарагінова кислота

E: Глутамінова кислота

F: Фенілаланін

G: Гліцин

H: Гістидин

I: Ізолейцин

K: Лізин

L: Лейцин

M: Метіонін

N: Аспарагін

P: Пролін

Q: Глутамін

R: Аргінін

S: Серин

T: Треонін

V: Валін

W: Триптофан

Кодований геном білок за функціями належить до гідролаз, фосфопротеїнів. 
Задіяний у таких біологічних процесах, як процесинг мРНК, сплайсинг мРНК, ацетилювання. 
Локалізований у цитоплазмі, ядрі.